# Lagoa do Pé do Morro (Pé de Serra)
Lagoa do Pé do Morro é um povoado (bairro) situado no município de Pé de Serra, no interior da Bahia, sua população estimada é de 180 habitantes. O termo povoado é designado para pequenas áreas urbanas afastadas da sede do município, podendo ser considerado como bairro.
Destaca-se na localidade a Igreja Matriz e suas festas, principalmente a festa de vaqueiros. Sua economia baseia-se na agropecuária e no comércio local. O perímetro urbano dispõe de alguns estabelecimentos comerciais que atendem os moradores do povoado e região.

## Educação
Dentro do perímetro urbano do povoado existe 01 escola municipal para ensinos fundamental dos moradores da vila e região.